# Guémené-sur-Scorff
Guémené-sur-Scorff (in bretone: Ar Gemene) è un comune francese di 1 259 abitanti situato nel dipartimento del Morbihan nella regione della Bretagna. Esso è attraversato dal fiume Scorff.
Il paese è famoso per un tipo di andouille ivi prodotta, che prende il nome di "andouille de Guémené".

## Società

### Evoluzione demografica
Abitanti censiti